# Apolo con peces
Apolo con peces, esta obra pertenece a Juan Soriano, el cual relata plásticamente un soberbio contenido onírico, junto con la famosa Muerte Enjaulada, Tres Mujeres, Retrato de Marek y La Palmera.

## Análisis del cuadro
Apolo, para la tradición grecolatina, era protector de las letras y las artes. Soriano recrea el mito en la figura de un hombre joven y portentoso, acompañado  de la lira, su principal atributo, la cual producía una música tan dulce  que era capaz de adormecer a las bestias y hacer brotar agua de las piedras.